# Norges geologiske undersøkelse

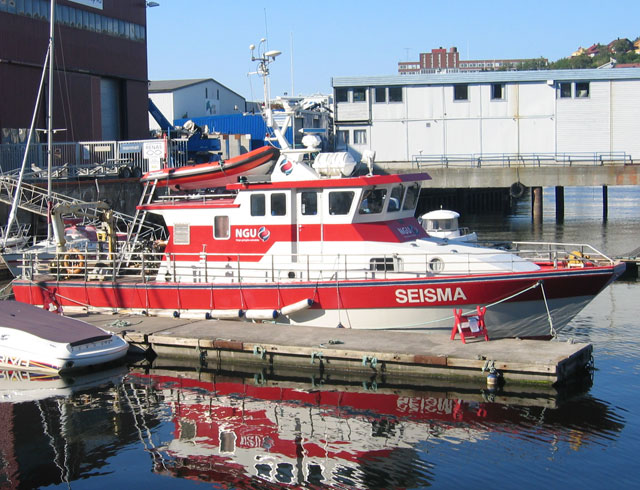
NGU:s fartyg Seisma i Nyhavna, Trondheim.

Norges geologiske undersøkelse (NGU) är en norsk statlig myndighet med ansvar för geologisk kartläggning och forskning. NGU grundades 1858 under ledning av Tellef Dahll och Theodor Kjerulf, vilka 1888 efterträddes av Hans Reusch.
Myndigheten ligger under Nærings- og handelsdepartementet och har huvudkontor i Trondheim med filial i Tromsø. Myndigheten har runt 200 anställda (2002).
NGU har som huvudsakliga arbetsuppgifter att samla, bearbeta och förmedla kunskap om de fysiska, kemiska och mineralogiska egenskaperna hos landets berggrund, lösmassor och grundvatten. Viktiga områden för denna verksamhet är, förutom det norska fastlandet, Arktis, Svalbard och kontinentalsockeln.